# Hyoseris
Hyoseris és un gènere de plantes amb flor de la família de les asteràcies.

## Particularitats
Són plantes dures, sovint considerades males herbes i que poden créixer de forma ruderal.
Les plantes d'aquest gènere són molt similars a les del gènere Leontodon i Taraxacum.

## Taxonomia
- Hyoseris angustifolia
- Hyoseris arenaria
- Hyoseris aspera
- Hyoseris baetica
- Hyoseris biflora
- Hyoseris caroliniana
- Hyoseris cretica
- Hyoseris foetida
- Hyoseris frutescens
- Hyoseris hedypnois
- Hyoseris hirta
- Hyoseris lucida
- Hyoseris microcephala
- Hyoseris minima
- Hyoseris montana
- Hyoseris prenanthoides
- Hyoseris radiata - cuscullera, petó-petó o queixal de vella
- Hyoseris radicata
- Hyoseris rhagadioloides
- Hyoseris scabra
- Hyoseris taraxacoides
- Hyoseris taurina
- Hyoseris vadiata
- Hyoseris virginica